# Pierre de Saint-Supéran
Pierre Lebourd de Saint-Supéran était un mercenaire de la compagnie de Navarre, qui devint prince d’Achaïe en 1396.
Il est mentionné en 1378 en tant qu'officier de la compagnie de Jean d'Urtubia, l'une des deux troupes constituant alors la compagnie de Navarre, lors de l'engagement de cette dernière au service des Hospitaliers dans le Péloponnèse.
En 1379-80, il était l'un des trois chefs de la compagnie après sa réorganisation. Il reçut le titre de capitaine de la principauté d'Achaïe de la part de Jacques des Baux, que la Compagnie avait reconnu comme prince. Il prit la tête de la Compagnie après la mort de Mahiot de Coquerel en 1386.
Il entra en conflit avec Nerio Acciaiuoli (qu'il captura par traitrise en 1389) et les Byzantins du despotat de Morée. Alliés aux Turcs d'Evrenos Bey, il fit ainsi campagne dans les territoires byzantins au cours de l'hiver 1394-1395, prenant le château d'Akova en février. Cependant, après le départ d'Evrenos, il fut battu et capturé le 4 juin 1395 par le général byzantin Démétrius Paléologue Raoul. Il fut libéré en décembre grâce à l'intervention de Venise, qui paya sa rançon de 50000 hyperpères.
Il fut reconnu prince en 1396 par Ladislas de Naples (suzerain de la principauté), s'engageant à payer 3000 ducats en contrepartie (la somme ne fut finalement jamais versée).
Il mourut en novembre 1402. Ses enfants étant mineurs, c'est sa femme Marie Zaccaria qui assura la régence.

## Mariages et descendance
Après la mort de sa première épouse Marie, fille du baron d'Arcadia, il épousa Marie Zaccaria, fille d'un autre grand baron et sœur du grand-connétable de la principauté.  